# 豊の国情報ライブラリー
豊の国情報ライブラリー（とよのくにじょうほうライブラリー）は、大分県大分市王子西町にある複合文化施設。
大分県立図書館（おおいたけんりつとしょかん）、大分県立先哲史料館（おおいたけんりつせんてつしりょうかん）、大分県公文書館（おおいたけんこうぶんしょかん）の3つの施設からなる。建物の中央部に大分県立図書館が、西側に大分県立先哲史料館が、東側に大分県公文書館が配置されている。設計は大分市出身の建築家である磯崎新。

## 歴史

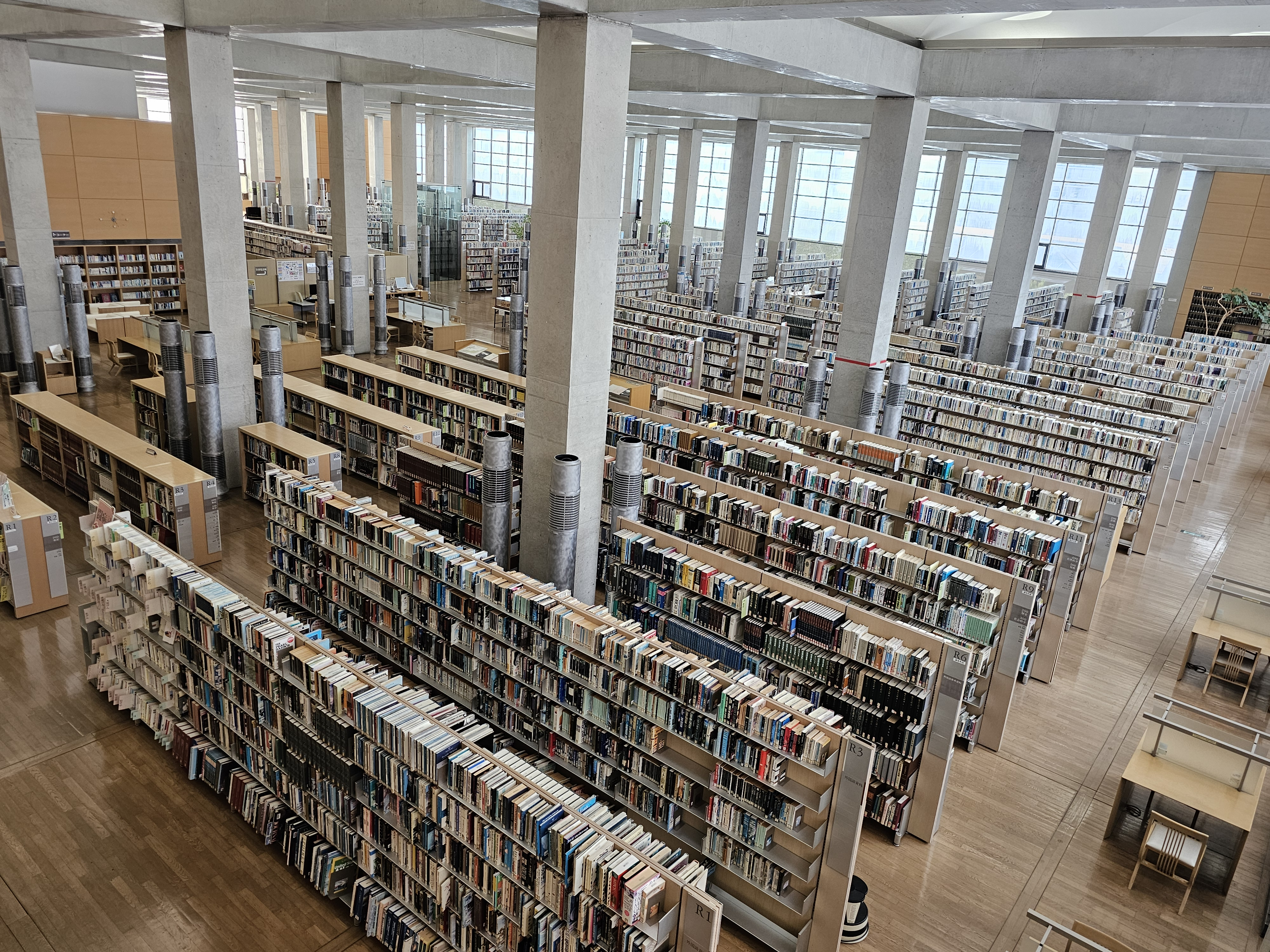
大分県立図書館の閲覧室

### 開館前の状況
1966年（昭和41年）7月に開館した大分県立図書館は大分市中心部にあり、図書館機能に加えて公文書館機能は有していたが、保存期間を過ぎた公文書などは一部を除いて廃棄されていた。晩年には施設の狭隘化が深刻となったこともあり、1990年（平成2年）12月には基本構想が提言されて新館建設の検討が開始された。図書館以外の機能を加える声が上がったことから、公文書館機能などを2館に発展的に分離させることとなった。

### 豊の国情報ライブラリーの開館
1995年（平成7年）2月28日、大分県立図書館、大分県立先哲史料館、大分県公文書館の3施設を併せ持つ施設として豊の国情報ライブラリーが開館した。このような3館が併設された施設は全国的に見て珍しいとされる。なお、公文書館は都道府県単位では九州初、全国で25番目の開館だった。3館は日頃からレファレンスサービス対応、資料保存、調査などで連携している。

### 開館後
2015年（平成27年）2月7日から3月22日には、豊の国情報ライブラリーの開館20周年を記念して三館合同展「おおいたの記録 近世から近現代までのあゆみ」が開催され、先哲史料館長の佐藤晃洋による記念講演会「海を越えたマレガ文書 豊の国情報ライブラリーと豊後キリシタン史料との出会い」が開催された。

## 大分県立先哲史料館

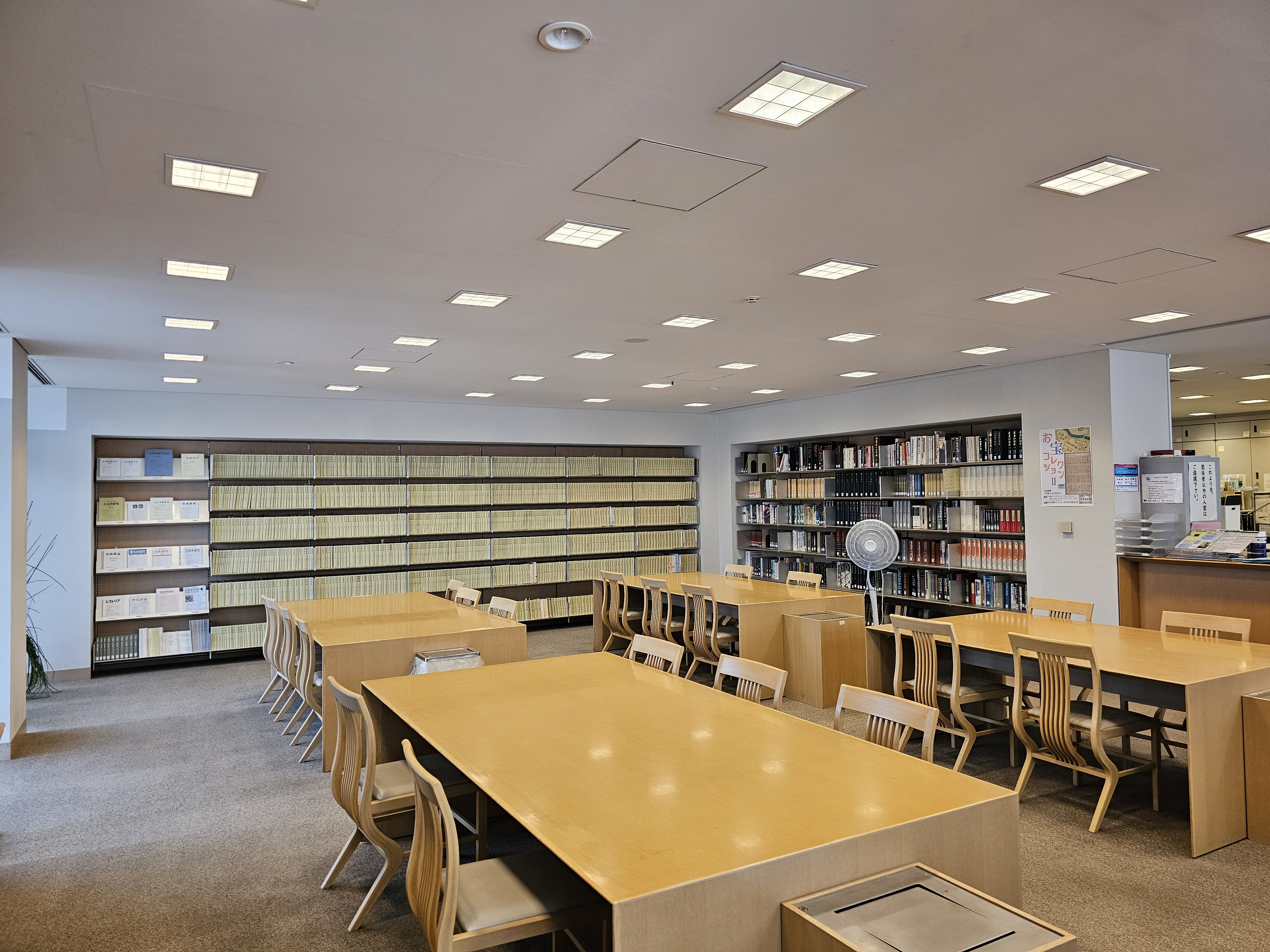
大分県立先哲史料館の閲覧室

1995年（平成7年）2月、先哲（郷土の偉人）や歴史と文化に関する史料を調査研究し、その活用を図って教育・学術・文化の発展に寄与することを目的に設立された。
業務は、県内の地域アーカイブズの調査・研究、収集・保管、展示や各種講座などの教育普及活動に加え、大分県にゆかりのある先哲に関する「大分県先哲叢書」の刊行など多岐にわたる。

### 所蔵資料
古文書や記録類、先哲に関する遺品や資料を体系的に収集・整理している。史料の点数は約10万点以上。
所蔵する資料のうち一部はデジタル化され、豊の国情報ライブラリーの他2館の資料とともに、Webサイト「おおいたデジタル資料室」にて検索や閲覧が可能。
古文書などの史料の原本を閲覧する場合、事前の申し込みが必要となる。
多くの史料は、大分県内の先哲に関わるものであるが、他地域の地図なども所蔵している。

#### 著名な史料
- 明治会堂演説之図[8]
- 豊後国諸検地帳[9]
- 高野山本覚院文書[9]

また、2019年度（令和元年度）より、大分県先哲叢書でとりあげた先哲の生涯や功績を紹介する動画を作成し、Webサイトでも公開している。

### 施設

#### 展示室（1階）
大分県立先哲史料館の主な施設のひとつである展示室は、平常展「大分の先哲たち」をはじめ、企画展示を行う。展示室では、大分県における先哲や地域の歴史が分かる貴重な史料を見学することができる。なお、すべての展示を無料で観られる。
展示は常設展示と特別展示に分かれている。当初、常設展示は導入ゾーン、シンボルゾーン、顕彰ゾーンからなっていた。導入ゾーンにおいて大分の外来文化の摂取、大分の文化の国内外への発信についてパネルで解説し、シンボルゾーンでは大分の先哲を大友宗麟、三浦梅園、福沢諭吉の3人の像で象徴的に示し、顕彰ゾーンで大分出身の先人を近世、近代、日本の中の大分県人の3つに分けて紹介していた。

#### 閲覧室（3階）
閲覧室では、収蔵図書・史料の閲覧や、史料及び大分県の歴史研究に関するレファレンスサービス（調査・研究の支援）を行っている。約20,000冊の図書・雑誌に加え、史料の複製本や古文書を解読するための辞典が書棚や書庫に整然と並んでいる。
この閲覧室には、22席の閲覧席が設けられており、自由に閲覧できる歴史関係図書が豊富に揃っている。また、専門書や史料の閲覧については、所定の手続きを経て閲覧することが可能。
特に、郷土の先哲について分かりやすく記した先哲叢書や、地域の歴史文化について書かれた本も充実している。これらの資料を通じて、大分県の歴史研究や学術的な調査を支援している。

### 事業

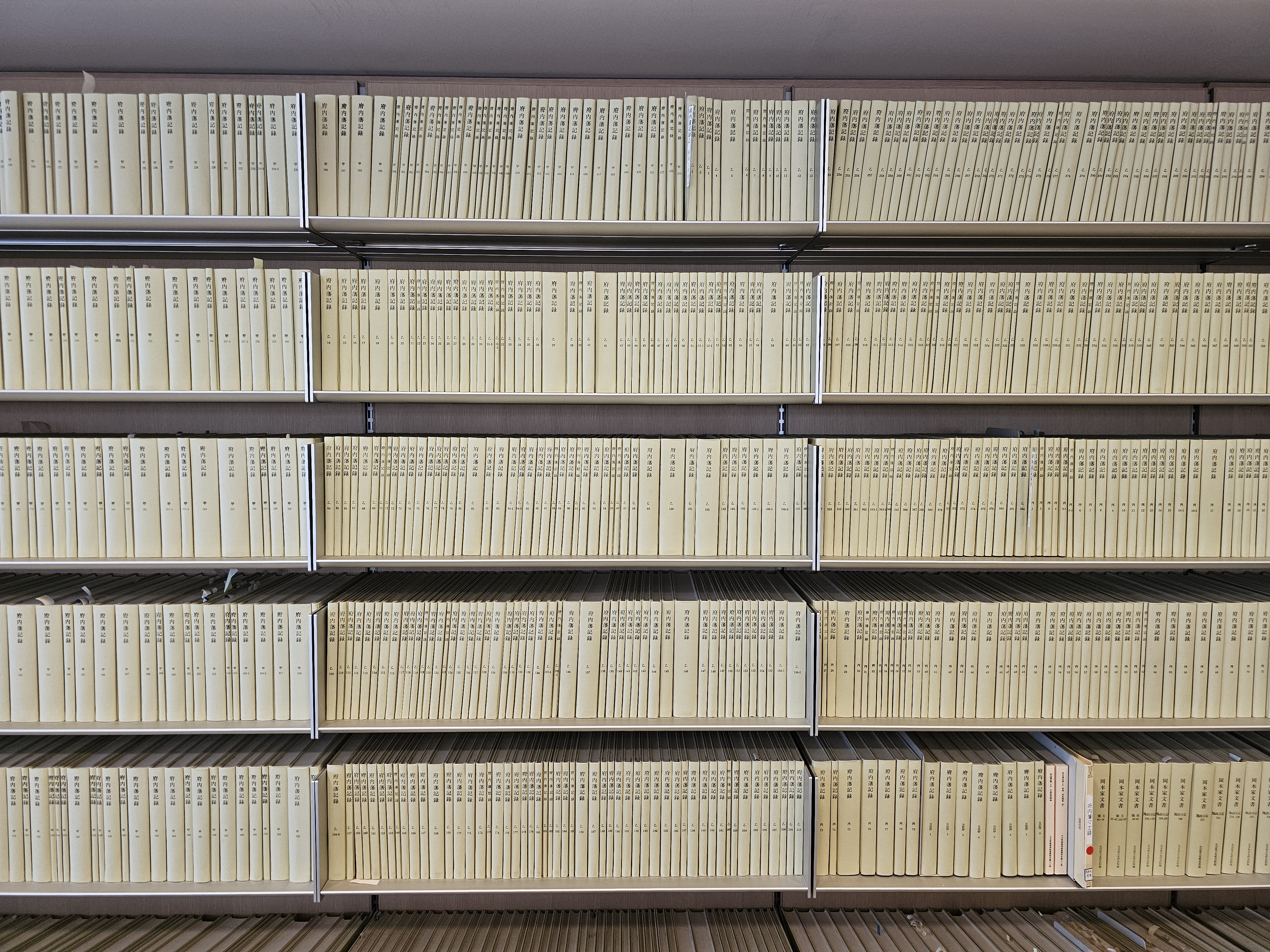
大分県立先哲史料館が所蔵する『府内藩記録』

#### 「大分県先哲叢書」刊行事業
大分県の代表的な先哲の業績及び人間像を明らかにすることで、個性豊かな地域文化の継承と創造に資することを目的として、「大分県先哲叢書」を刊行している。
一般対象の評伝・小中学生対象の普及版がある。

#### 教育普及事業
- 展示事業
  - 2022年度（令和4年度）には以下の事業を実施した[15]。
    - 平常展「大分の先哲たち」
    - 企画展「お宝コレクションⅠ～Ⅲ」
    - 秋季企画展「祭りの記憶」
    - 冬季企画展「おおいたの宝『こども学芸員』体験事業展示
    - 春季企画展「ふるさとの歴史と古文書」

- 講演会・講座等
  - 2022年度（令和4年度）には以下の事業を実施した[15]。
    - 秋季企画展講座
    - 子ども先哲・歴史講座
    - 訪問講座等

- 教材開発
  - 2020年度（令和2年度）より「収蔵品活用事業」として学校の授業で使用できる素材（史料画像）を紹介している。

- 調査相談業務

- 史料サポーター
  - 史料講座応用編の受講者を募集対象に、史料の目録化や複製化、古文書の読解力強化や地域史研究への参加を促進し、地域における史料保存のリーダー的人材を育成する目的で史料サポーター制度を設けている[16]。

- 博物館実習
  - 学芸員資格取得を目指す学生が、実際に博物館施設で学芸員の仕事を学ぶものである[16]。

- 外国人若手研究者育成研修
  - マレガ・プロジェクトを通じて交流を深めてきたローマ大学等と連携して国内外の若手外国人日本研究者を対象に行う[16]。

#### 大分県記録史料調査事業
「大分県先哲史料館の設置及び管理に関する条例」に基づき、開館以来継続的に大分県記録史料調査事業を実施している。大分県内外に所在する記録史料の保存および、活用を目的とした基礎調査及び保存処理・詳細調査を行っている。

#### 資料収集事業

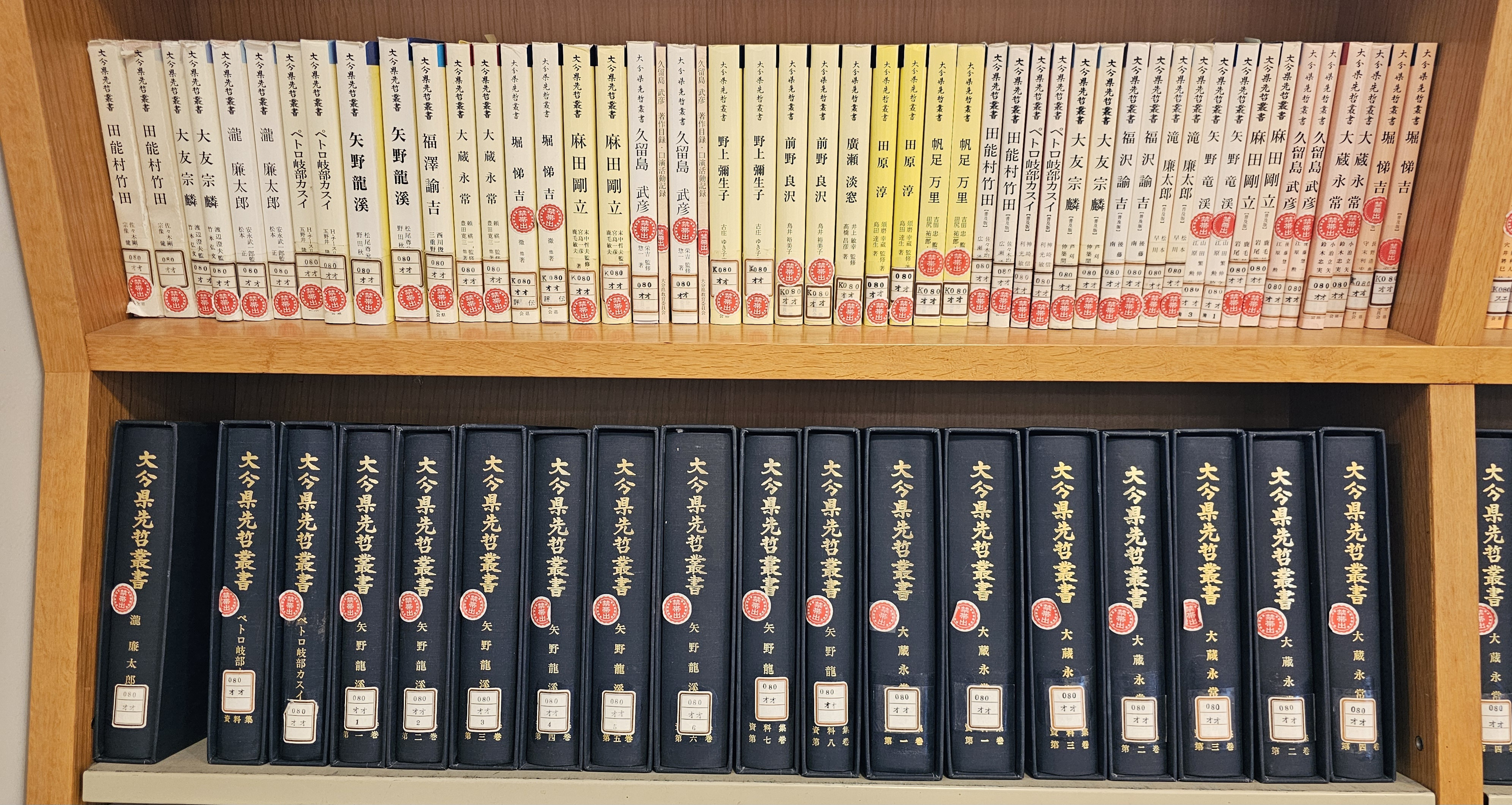
大分県先哲叢書の一部

### 「大分県先哲叢書」
大分の風土が育んだ代表的な先哲の業績及び人間像を明らかにし、個性豊かな地域文化の継承と創造に資することを目的に、「大分県先哲叢書」を刊行している。各人物についての資料集（研究者向け）・評伝（大人向け）・普及版（小学校高学年から）からなる。
刊行人物（刊行順）
- 田能村竹田（南画家）
- 大友宗麟（戦国大名）
- 滝廉太郎（音楽家）
- ペトロ岐部カスイ（司祭）
- 矢野竜渓（小説家・ジャーナリスト）
- 大蔵永常（農学者）
- 福沢諭吉（思想家・教育者）
- 麻田剛立（天文学者）
- 久留島武彦（口演童話家）
- 堀悌吉（軍人）
- 前野良沢（蘭学者）
- 野上弥生子（作家）
- 広瀬淡窓（教育者・儒学者）
- 田原淳（医師・病理学者）
- 帆足万里（儒学者・自然科学者）
- 賀来飛霞（本草学者・博物学者）

## 大分県公文書館
廃藩置県後の1871年（明治4年）以降の永年保存文書と有期限文書の一部、統計や報告書などの行政資料を収集・保存の対象としている。

### 沿革

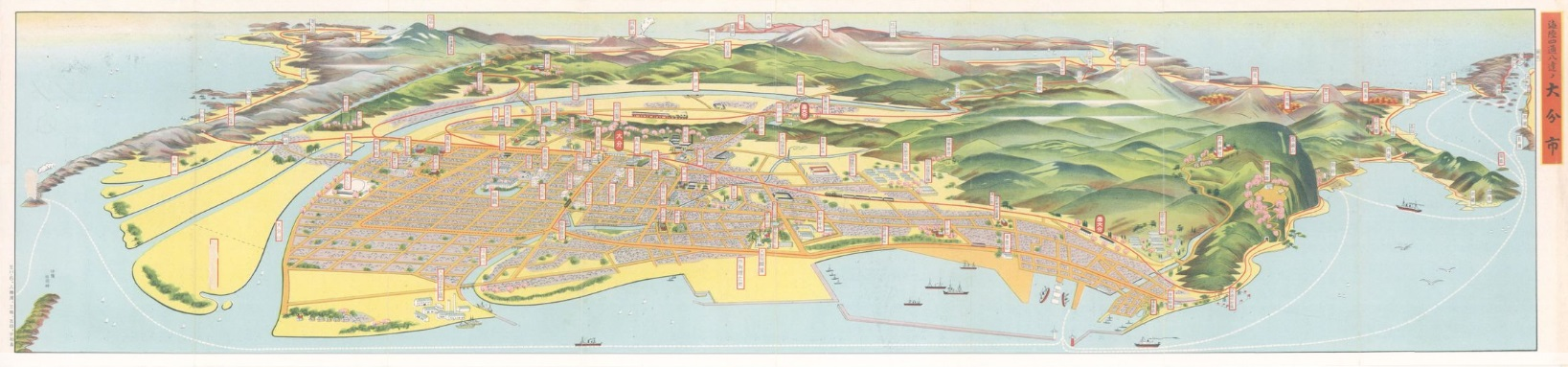
おおいたデジタル資料室の所蔵資料の例
「大分市内鳥観図」（大分市役所、1937年）

1987年（昭和62年）12月には公文書館法が公布され、1988年（昭和63年）6月には施行された。1990年（平成2年）6月には大分県に新県立図書館基本構想検討委員会が設置され、同年12月に新県立図書館基本構想が公表されると、1992年（平成4年）10月から1994年（平成6年）9月には建物の建設工事が行われ、同年9月には大分県公文書館の設置及び管理に関する条例が制定された。
1995年（平成7年）2月28日、豊の国情報ライブラリーの開館に合わせて大分県公文書館も開館した。都道府県立としては九州初、全国で25番目の公文書館である。
開館からの5年間で、行政施策の立案や郷土史の研究などに約1万5000人が利用した。一般県民の利用者には、西南戦争・日清戦争・日露戦争などの資料や、神社の由来や行事などを調べる際などに用いられている。2000年（平成12年）10月、第26回全国歴史資料保存利用機関連絡協議会大分大会を開催した。2004年（平成16年）12月から2005年（平成17年）1月にかけて、大分県立公文書館の開館10周年記念企画展を開催した。
2010年（平成22年）10月には大分県歴史資料保存活用連絡協議会が設立された。2015年（平成27年）2月から3月にかけて、豊の国情報ライブラリー開館20周年記念行事を開催した。同年9月には公式Facebookページを開設した。2017年（平成29年）8月には貴重公文書等のデジタル化作業を開始し、2021年（令和3年）10月には公式サイト内にデジタルコレクションコーナーを開設してデジタル画像を公開した。2023年（令和5年）2月には大分県立図書館・大分県立先哲史料館とともに「おおいたデジタル資料室」を開設し、デジタル画像の公開を開始した。

### 所蔵資料

#### 公文書
1871年（明治4年）の廃藩置県で大分県が誕生した以降の、大分県及び大分県内の市町村等が作成した公文書を所蔵している。『普通農事 大正四年』、『官省達留 明治六年』、『表彰 文化関係』などがある。

#### 行政資料
大分県及び大分県内の市町村が作成した行政刊行物を所蔵している。紙媒体の冊子・パンフレット・ポスターをはじめとして、ビデオテープやCD-ROMなどの電磁記録媒体もある。『公衆衛生年鑑』、『大分県統計年鑑』、白書等、『大分県写真帖』などがある。

#### 地域資料
公文書や行政資料以外の資料としては、地域の団体や個人が作成した大分県に関する地域資料を所蔵している。本・地図・絵はがきなど色々な種類がある。『杵築古写真』『耶馬溪村鳥瞰図』など。

#### 寄贈寄託資料
大分県公文書館に寄贈または寄託された資料としては、『熊毛村文書』、『香川真一旧邸襖の下張文書』などがある。

### 施設

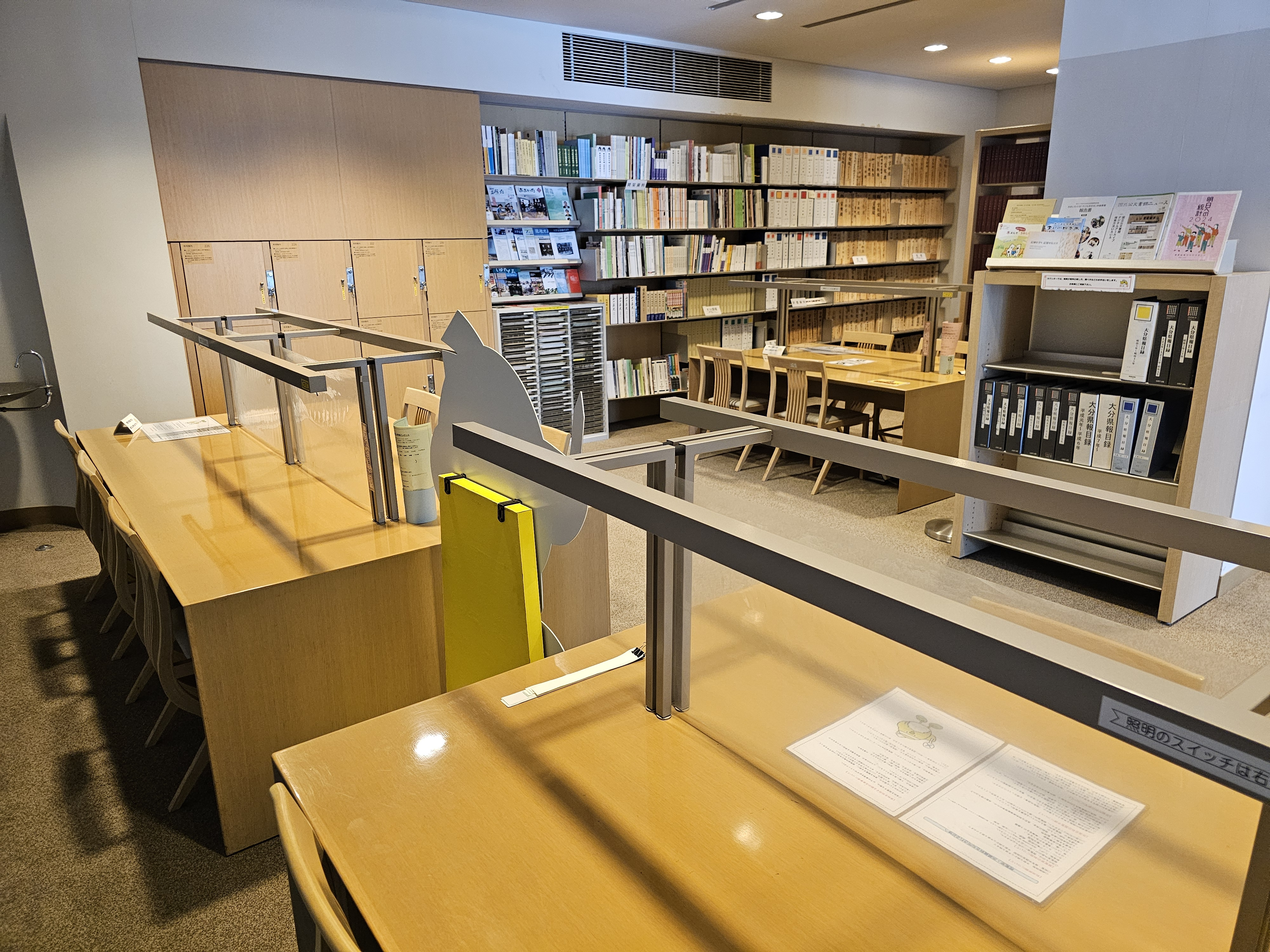
閲覧室

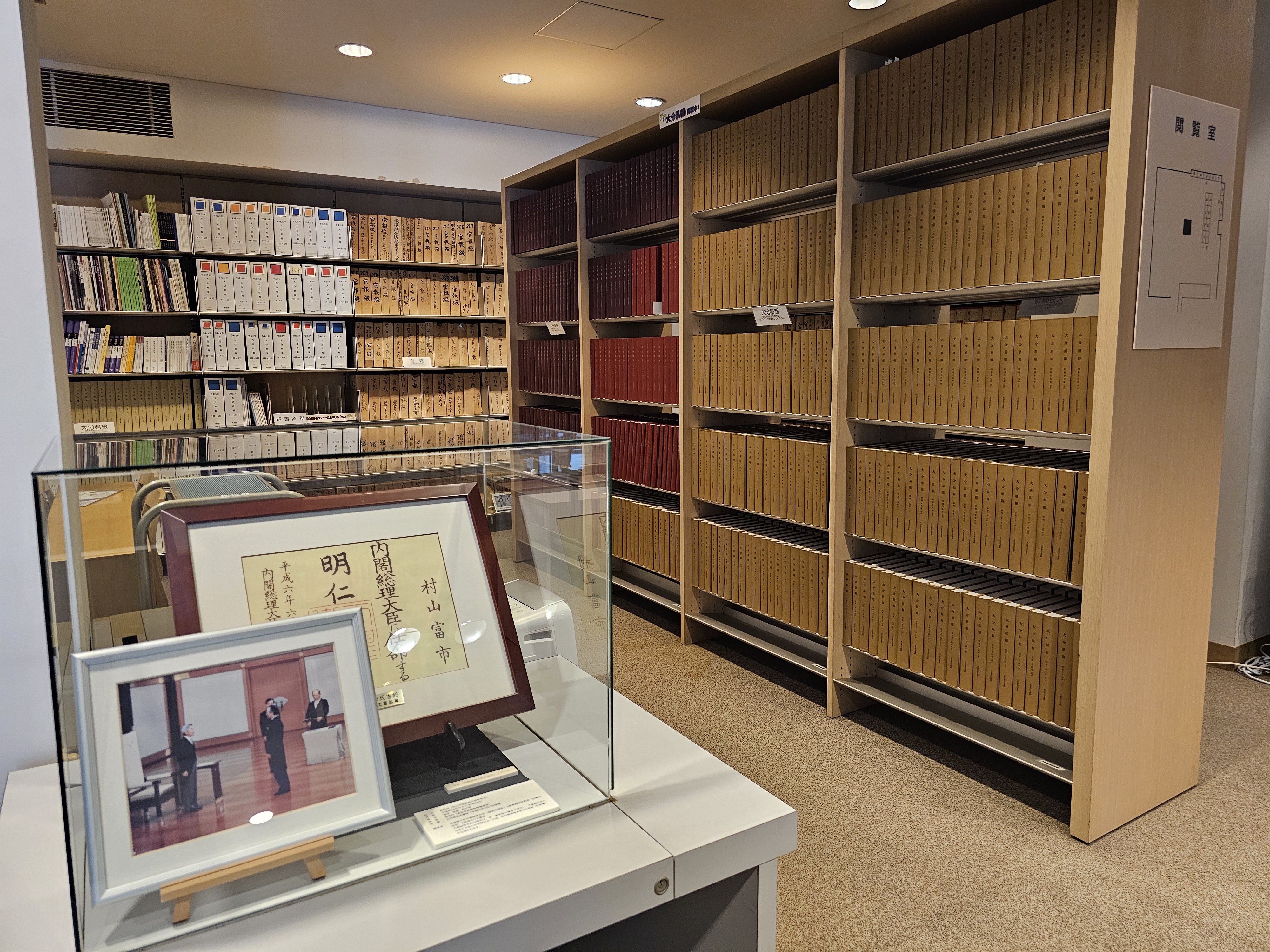
村山富市の内閣総理大臣任命書（複製）

- 1階 - 閲覧室、撮影室、消毒室、館長室、事務室
- 2階 - 第1書庫、貴重書庫
- 3階 - 第2書庫
- 4階 - 第3書庫
- 5階 - 会議室（将来的には書庫に転用）
- 6階 - 会議室（将来的には書庫に転用）

施設の出典はパンフレット

### 事業
- 公文書館運営事業[25]
  - 県公文書（原本）の収集
  - 行政資料等の収集
  - 所蔵資料の整理
  - 所蔵資料の保存
- 普及展示事業[25]
  - 企画展の開催
  - Facebookページの更新
  - 「おおいたデジタル資料室」の更新

## 交通アクセス
- JR九州日豊本線・久大本線・豊肥本線大分駅より徒歩約25分
- JR九州日豊本線西大分駅より徒歩約15分
- 大分交通バスで「県立図書館前」停留所下車後徒歩すぐ